# Potsdam és Berlin palotái és parkjai
Potsdam és Berlin palotái és parkjai gyűjtőnéven került az UNESCO világörökség listájára 500 hektárnyi park és 150 épület Potsdam és Berlin környékén. Noha a kastélyok építése majdnem kétszáz éven át tartott (1730 és 1916 között), összességükben mégis művészi egységet alkotnak a Havel folyó és a Glienicke-tó partján.
Az első javaslatot a világörökséggé nyilvánításra még az Német Demokratikus Köztársaság tette 1989-ben, amelyet az UNESCO Világörökség Bizottsága 1990-ben fogadott el. Ekkor a következő épületek tartoztak a helyszínhez:
- Sanssouci palota és park, Potsdam
- Új kert (Neuer Garten), Márványpalota és Cecilienhof, Potsdam
- Babelsberg palota és park, Potsdam
- Glienicke palota és park, Klein-Glienicke
- Volkspark
- Nikolskoe
- Pfaueninsel (Páva-sziget)
- Böttcherberg
- Glienickei vadászkastély

A német újraegyesítés követően 1991-ben Németország javaslatot tett a helyszín kibővítésére, ennek alapján 1992-ben a lista a Sacrow parkkal, a hozzátartozó épületekkel, valamint a sacrowi Megváltó Templomával bővült.
Egy 1998-ban született javaslat alapján 1999-ben további területek és épületek kerültek a világörökség listájára, köztük a
- Lindenallee (hársfasor)
- A hajdani kertészeti iskola
- Linstedt kastély és park
- Bornstedt falu, templom, temető és a Sanssouci parktól északra fekvő terület
- Seekoppel (a Ruinenbergtől nyugatra fekvő terület)
- Voltaireweg (a Sanssouci park and és újkert közötti zöldövezet és út)
- Entrance Area of the Sans Souci Park
- Alexandrowka, az I. Sándor orosz cár emlékére épült orosz kolónia
- Pfingstberg
- a Pfingstberg és új kert közötti terület
- a Jungfernsee déli partja
- a királyi erdő (a sacrowi park körül)
- a babelsbergi csillagvizsgáló.